# Incertella nigrifrons
Incertella nigrifrons är en tvåvingeart som först beskrevs av Oswald Duda 1933.  Incertella nigrifrons ingår i släktet Incertella, och familjen fritflugor. Arten är reproducerande i Sverige.